# 日枝神社 (豊島区)
日枝神社（ひえじんじゃ）は、東京都豊島区駒込にある神社。別名朝日山王宮、駒込日枝神社。

## 概要
創建年代は不明である。ただ江戸幕府昌平坂学問所が編纂した『新編武蔵風土記稿』には、慶長以前に既に存在していたものとしている。
武蔵野台地の東端にあることから、東側が開けており、その眺めは格別であったという。その眺めの良さに誘われて、歌人や俳人が集い、歌や句を詠んだという。

## 交通アクセス
- 駒込駅より徒歩2分。